# Moulines (Mancha)
Moulines é uma comuna francesa na região administrativa da Normandia, no departamento da Mancha. Estende-se por uma área de 7,41 km². Em 2010 a comuna tinha 293 habitantes (densidade: 39,5 hab./km²).